# Theodor Pištěk
Theodor Pištěk (Praga, 25 de outubro de 1932) é um figurinista estadunidense. Filho do ator Theodor Pištěk, venceu o Oscar de melhor figurino na edição de 1986 por Amadeus.